# Жабница (Брезовица)
Жабница (словен. Žabnica) је насељено место у општини Брезовица, Средњесловенска регија, Словенија.

## Историја
До територијалне реорганизације у Словенији била је у саставу града Љубљане, односно старе општине Вич–Рудник.

## Становништво
У попису становништва из 2011. године, Жабница је имала 299 становника.
| Број становника према пописима | Број становника према пописима | Број становника према пописима |
| ------------------------------ | ------------------------------ | ------------------------------ |
| 1991                           | 2002                           | 2011                           |
| -                              | 223                            | 299                            |

Напомена: Године 1987. настала издвајањем дела из насеља Плешивица. Године 1991. приказан је број становника у насељу Плешивица.